# Caesioperca
Caesioperca (Lat: caesius = blaugrau + Gr.: perca = Barsch) ist eine Fischgattung aus der Gruppe der Fahnenbarsche (Anthiadidae), die an der Südküste Australiens und an den Küsten von Tasmanien und Neuseeland vorkommt.

## Merkmale
Caesioperca-Arten haben einen mäßig langgestreckten, seitlich abgeflachten Körper, erreichen eine Länge von 26 bis 30 cm und sind rosa bis orange oder bläulich grau gefärbt. Die Flossen haben hellblaue Ränder. Die Brustflossen sind lang und zugespitzt, die Schwanzflosse ist tief eingebuchtet. Die Seitenlinie verläuft in einem hohen Bogen fast parallel zur sehr langen Basis der Rückenflosse.
Morphometrie:
- Flossenformel: Dorsale X–XI/19–21; Anale III/9–10; Caudale 17; Pectorale 14–17; Ventrale  I/5.
- Schuppenformel: SL 47–65.
- Wirbelzahl: 10+16 o. 11+15.

## Lebensweise
Die beiden Caesioperca-Arten leben in Tiefen von 7 bis 140 Metern in großen, teilweise von beiden Arten gebildeten Schwärmen an Felsriffen und ernähren sich von Zooplankton. Wie fast alle Fahnenbarsche sind sie wahrscheinlich proterogyne Folgezwitter. Sie erlangen die Geschlechtsreife als Weibchen und wandeln sich später in Männchen um. Eier und Larven sind pelagisch.

## Arten
Zur Gattung Caesioperca gehören zwei Arten:
- Caesioperca lepidoptera (Forster, 1801)
- Caesioperca rasor (Richardson, 1839), Typusart

## Belege
1. 1 2 3  Rudie H. Kuiter: Coastal fishes of south-eastern Australia. University of Hawaii Press; (1993) ISBN 978-0824815233
2. 1 2 3  Butterfly Perch, Caesioperca lepidoptera (Forster 1801) bei Fishes of Australia
3. 1 2 3  Barber Perch, Caesioperca rasor (Richardson 1839) bei Fishes of Australia
4. ↑  Caesioperca auf Fishbase.org (englisch)